# Ілі
Ілі́ (каз. Ile, уйг. Или / ئىلى, кит.: 伊犁河, дунг. Йили хә, монг. Ил) — річка в Китаї (Ілі-Казахська автономна область, Сіньцзян-Уйгурський автономний район) і в Алматинській області Казахстану.
Довжина 1 001 км, від витоку Текеса — 1 439 км (висота 3 540 м), з котрих 815 км на території Казахстану, де є однією з найбільших річок. Середньорічний стік: біля с. Учжарма (270 км від гирла) — 479 м³/сек; при впадінні в озеро Балхаш — 329 м³/сек. При впадінні утворює велику дельту з декількома постійними рукавами: Жиделі, Топар, безліччю невеликих озер і затонів. Праворуч від сучасної річки пролягають численні стародавні річища Ілі, найбільше з котрих — Жанатас.
Із огляду на низький рівень долини води середньої течії Ілі було часто важко використовувати для зрошування, у зв'язку з чим було створено штучне водосховище. Ще на початку XX століття річка була жвавою дорогою із західного Китаю. Сьогодні вона популярна серед любителів пригодницького туризму, особливо сплавами на плотах по Ілі до Балхаша. В період 1965–1980 років в околицях міста Капчагай було побудовано греблю і гідроелектростанцію, що утворили Капчагайське водосховище (за 70 км від Алмати).

## Назва
Найранніші згадки про річку Ілі простежуються у словнику тюркських мов Махмуда аль-Кашгарі «Збірник тюркських наріч» (Dīwān Luġāt al-Turk, 1072—1074 рр). У своїй книзі караханідський автор дає таке визначення: «Ілі, назва річки. На її берегах живуть тюркські племена Ягма, Тохсі і Чиґліґ. Тюркські країни вважають річку своїм Джайхуном (Амудар'єю)». Назва, ймовірно, походить від уйгурського слова «іл», що означає «гачок», похідне від рельєфного обрису річки.

## Річище

### У Китаї

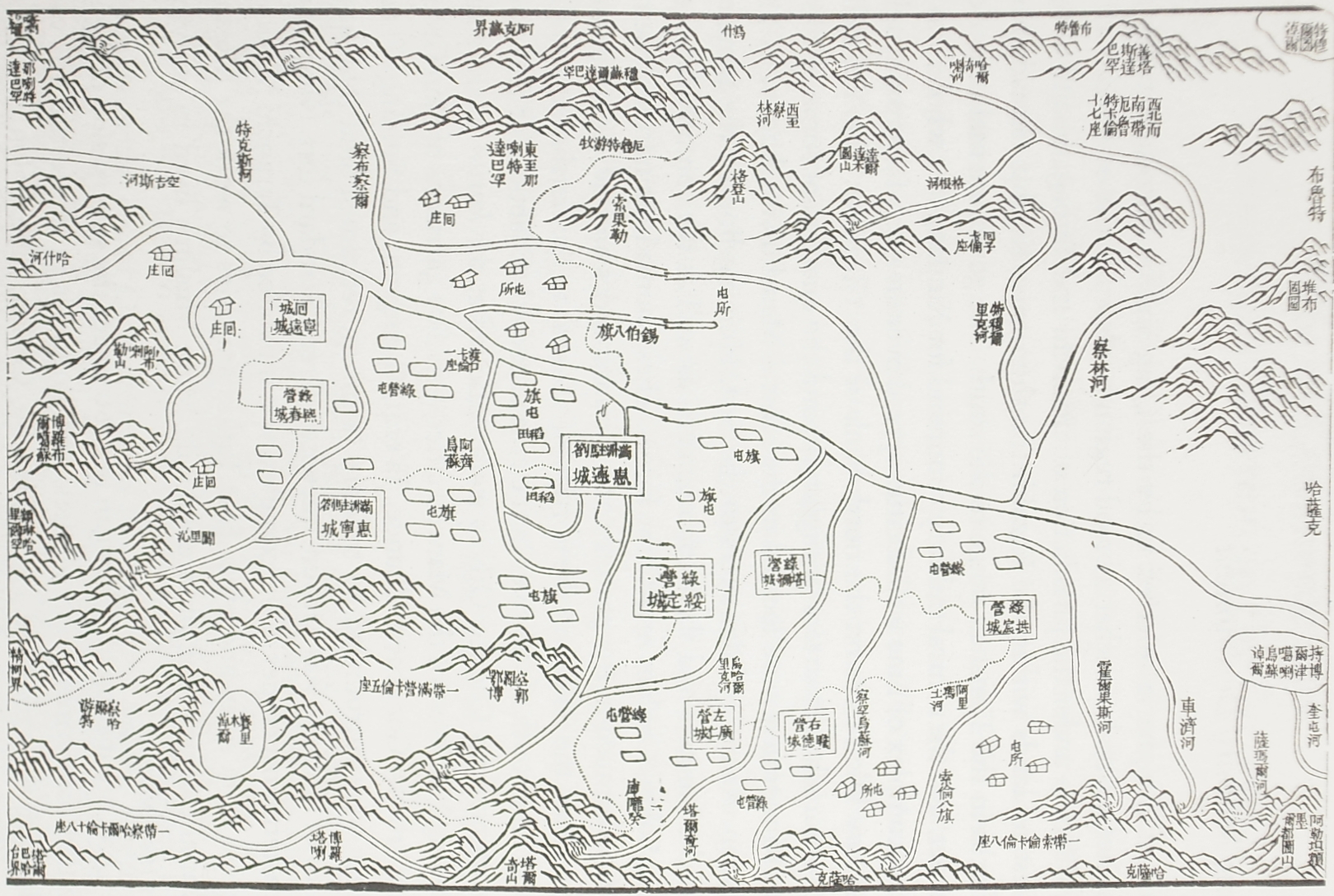
Цінські залоги у верхів'ї річки Ілі, прибл. 1809 р. Примітно, що мапу перевернуто, тобто північ знаходиться внизу, а схід — ліворуч.

Ілі бере початок у китайському Тянь-Шані в місці злиття річок Кюнес і Текес на висоті 786 над рівнем моря.
Верхів'я Ілійської долини природно відділене від Джунгарської улоговини на півночі горами Боро-Хоро та від Таримської улоговини на півдні — Тянь-Шанем. Цей край був оплотом цінського управління у Східному Туркестані наприкінці 18-го та у 19-му століттях. Край підпорядковувався Московській владі з 1871 по 1881 роки (від повстання Якуб-бека до Петербурзького договору).
Наразі верхів'я річища адміністративно входить до складу Ілі-Казахської автономної області Сіньцзян-Уйгурського автономного району КНР. Головним містом області є Кульджа, розташоване на північному березі річки приблизно за 100 км вгору за течією від міжнародного казахсько-китайського кордону. До початку 1900-х років місто було відоме під тією ж назвою, що й річка. За південним берегом простягається Чапчал-Сибоський автономний повіт, що є домом для багатьох представників тунгусомовного народу сибо, які переселилися сюди у 18 столітті у складі маньчжурської залоги.
У повіті Нілка на притоці Ілі, річці Каш, є принаймні дві греблі — на 43°51′40″ пн. ш. 82°50′52″ сх. д. / 43.86111° пн. ш. 82.84778° сх. д. та 43°51′14″ пн. ш. 82°48′08″ сх. д. / 43.85389° пн. ш. 82.80222° сх. д.. Також дві греблі було збудовано на лівій притоці Ілі, річці Текес, та гідроелектростанцію Цяфуціхай у повіті Токкузтара (43°18′14″ пн. ш. 82°29′05″ сх. д. / 43.30389° пн. ш. 82.48472° сх. д.). Є ще одна гребля меншого розміру на 43°23′41″ пн. ш. 82°29′20″ сх. д. / 43.39472° пн. ш. 82.48889° сх. д., на кордоні повітів Токкузтара і Кюнес.

### У Казахстані

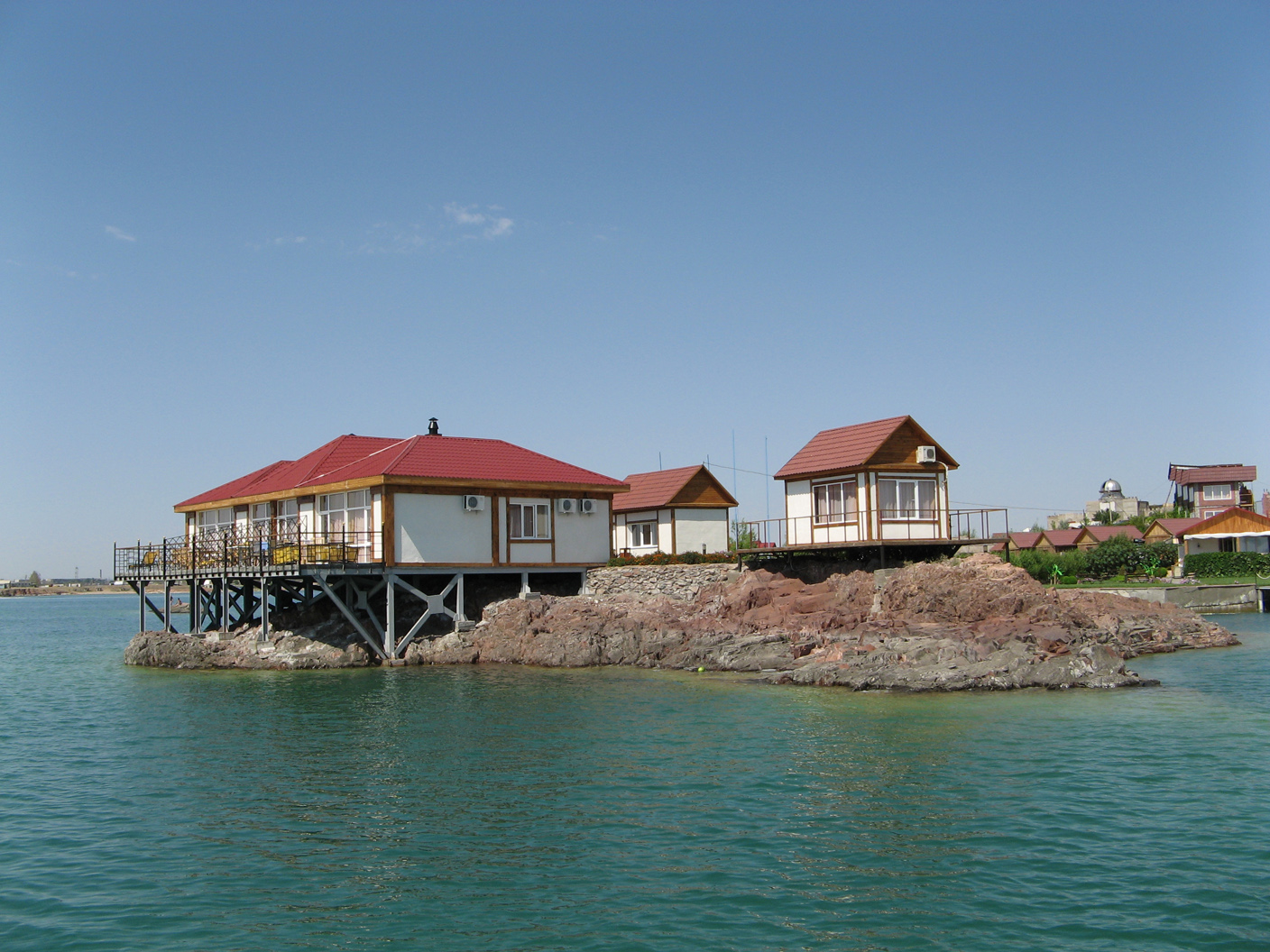
На Капчагайському водосховищі

Річка Ілі — головний водотік Балхаш-Алакольської улоговини. Її русло має безліч каналів, невеликих острівців, покритих очеретом і чагарниками. Землі Казахстану, що частково дренуються річкою Ілі та її притоками, відомі казахською мовою як Жетісу («Сім річок»). Українською місцевість відома як Семиріччя.
В 1965—1970 роках було побудовано Капчагайську ГЕС неподалік Капчагая в середній течії річки Ілі. Так, північніше Алмати, утворилося сучасне Капчагайське водосховище, штучне озеро 110 кілометрів завдовжки.
За 20 кілометрах нижче за течією річки Ілі розташоване Таңбалы тас, охоронюване урочище з давньотюркськими і буддійськими петрогліфами. «Таңбалы» по-казахськи означає «писане» або «відмічене», а «тас» — «камінь».
Зрештою Ілі впадає в західну частину озера Балхаш, сильно опрісняючи його. Висота гирла — 341 м над рівнем моря.

### Дельта

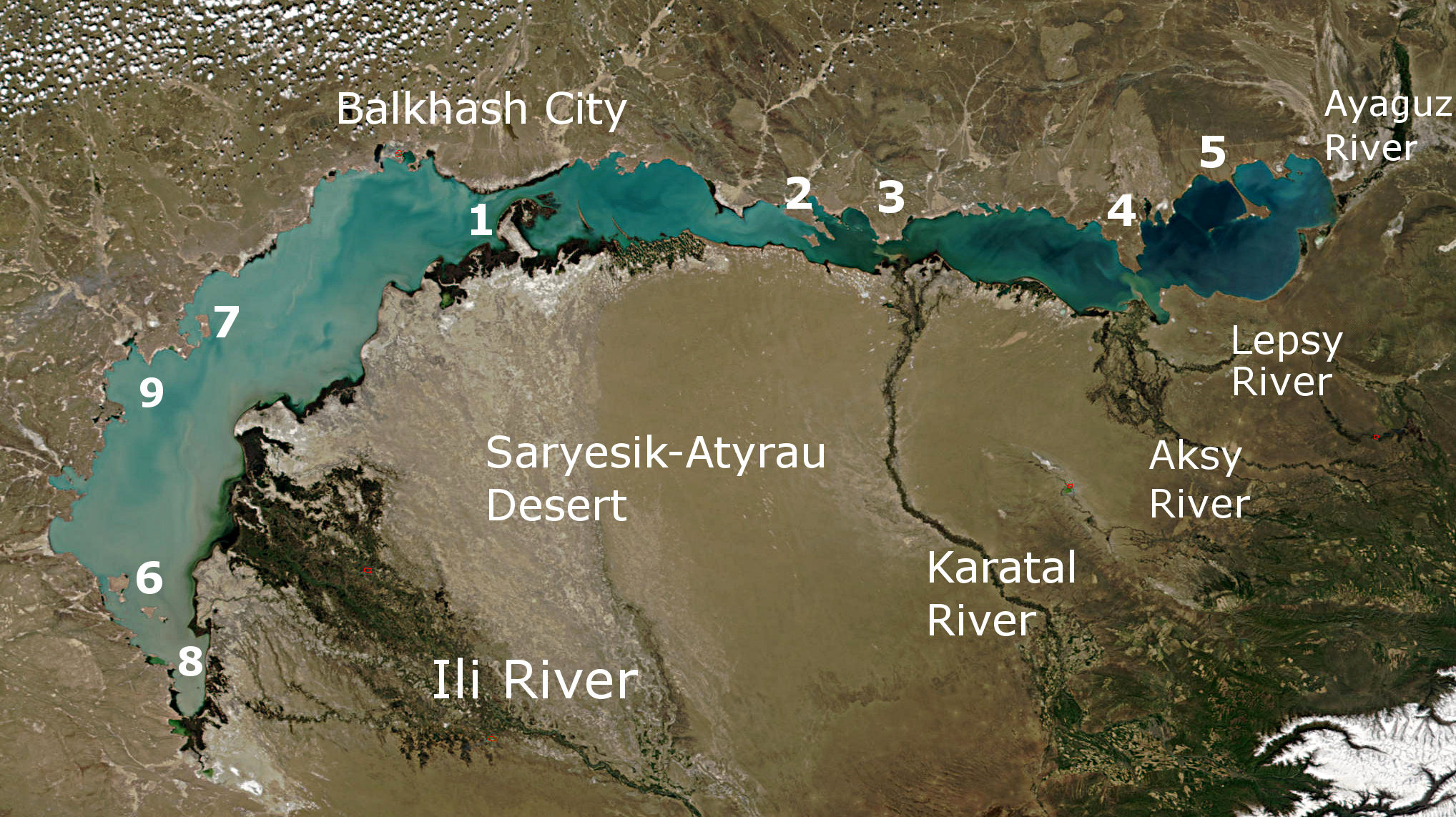
Озеро Балхаш з дельтою Ілі

Річка Ілі впадає в південно-східний край озера Балхаш, на підході до якого утворює розлогу дельту площею близько 8000 квадратних кілометрів. Дельта розкинулася між пустелею Сариєсік-Атирау і пустелею Таукум. За водністю річка Ілі займає третє місце в Казахстані після Іртиша і Уралу.

### Притоки
Найбільші притоки річки: Курти, Каскелен, Талгар, Турген, Чилик (Шелек), Чарин, Хоргос, Каш, Кюнес, Коксу, Агіаз, Музарт, Баянкол.

## Біологічне розмаїття і захист природи
Територія площею 9766 км² у межах дельти підпадає під Рамсарську конвенцію з охорони водно-болотних угідь. Місцеве біологічне розмаїття представлено 427 видами рослин і 345 видами тварин, зокрема важливими популяціями рідкісних й ендемічних видів, як-то: пелікан кучерявий, газель джейран, перегузня звичайна, савка білоголова, казарка червоновола, осетер шип тощо. Дельта також стала популярною серед рибалок завдяки її населенню сомом, вага якого може досягати понад 140 кг.
Уряд Казахстану планує об'єднати три заповідники Балкаш, Карой і Кукан (розташовані в дельті) в один національний парк. До 1948 року дельта була притулком наразі вимерлого каспійського тигра. Було запропоновано інтродукцію амурського тигра до дельти Ілі через його генетичну близькість до каспійського тигру. У дельті досі живе велика популяція кабана, колишньої кормової основи каспійського тигра. Також є невелика популяція козуль. У сухіших степах на південь від дельти живуть сайгаки і джейрани.
Піднімалося питання про реінтродукцію бухарського оленя, ще однієї колишньої здобичі каспійського тигра. Так, 2021 року до заповідника «Іле-Балхаш» було випущено 61 особину бухарського оленя. Іншим можливим видом до реінтродукції є азійський дикий віслюк.

Тварини дельти Ілі
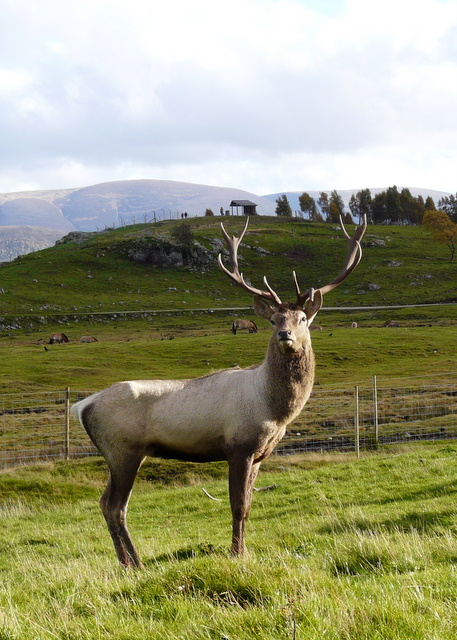
Олень бухарський
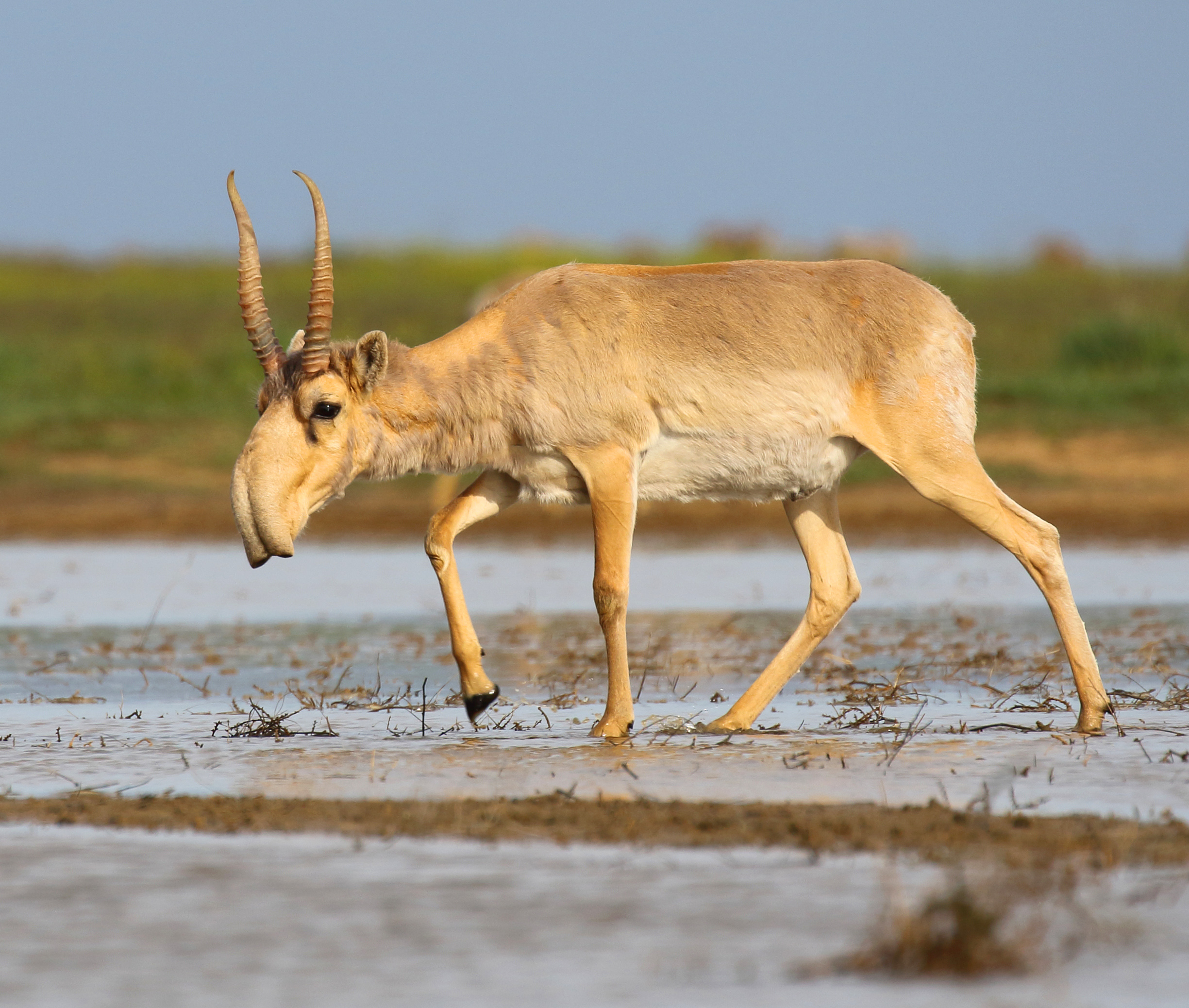
Сайгак
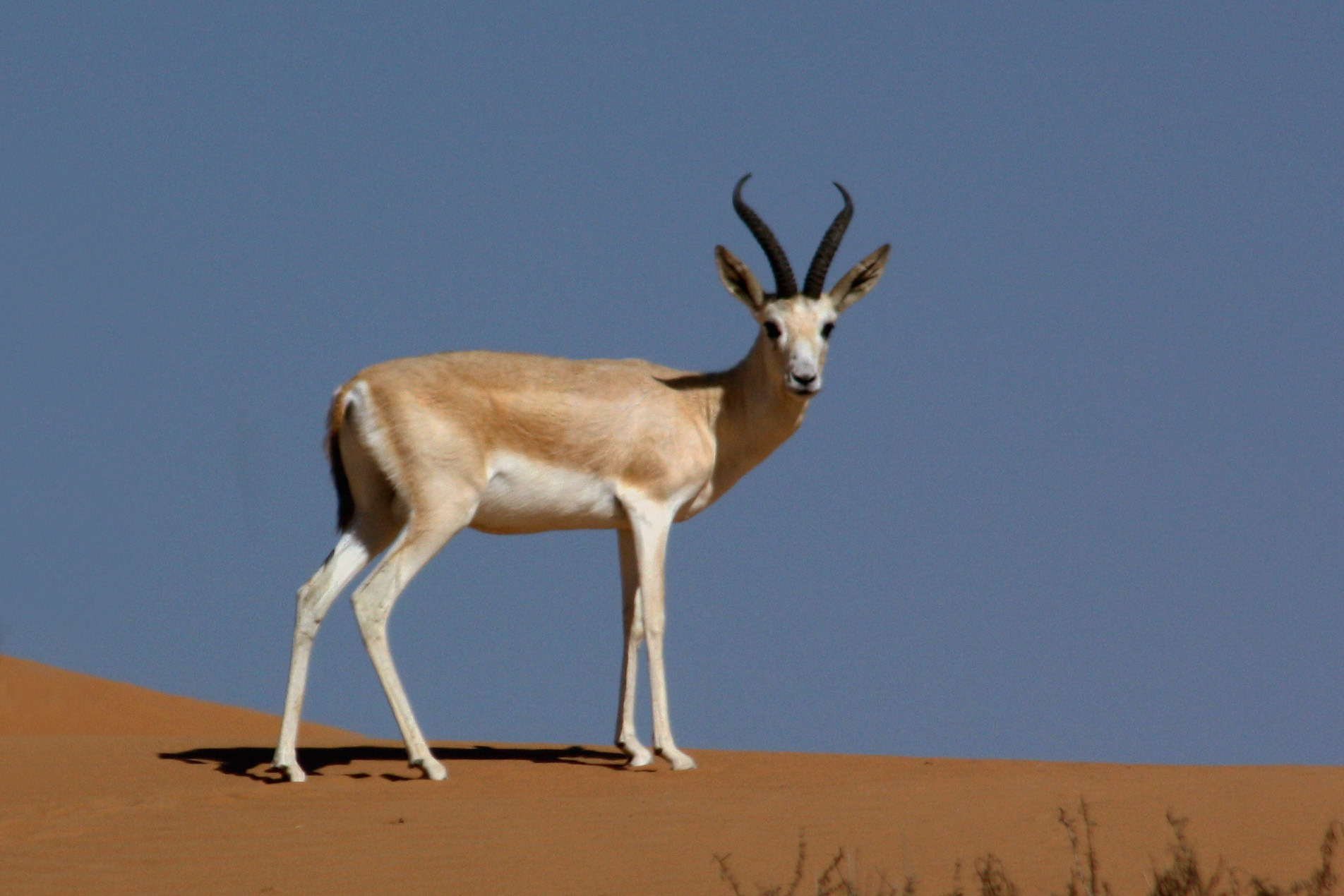
Джейран
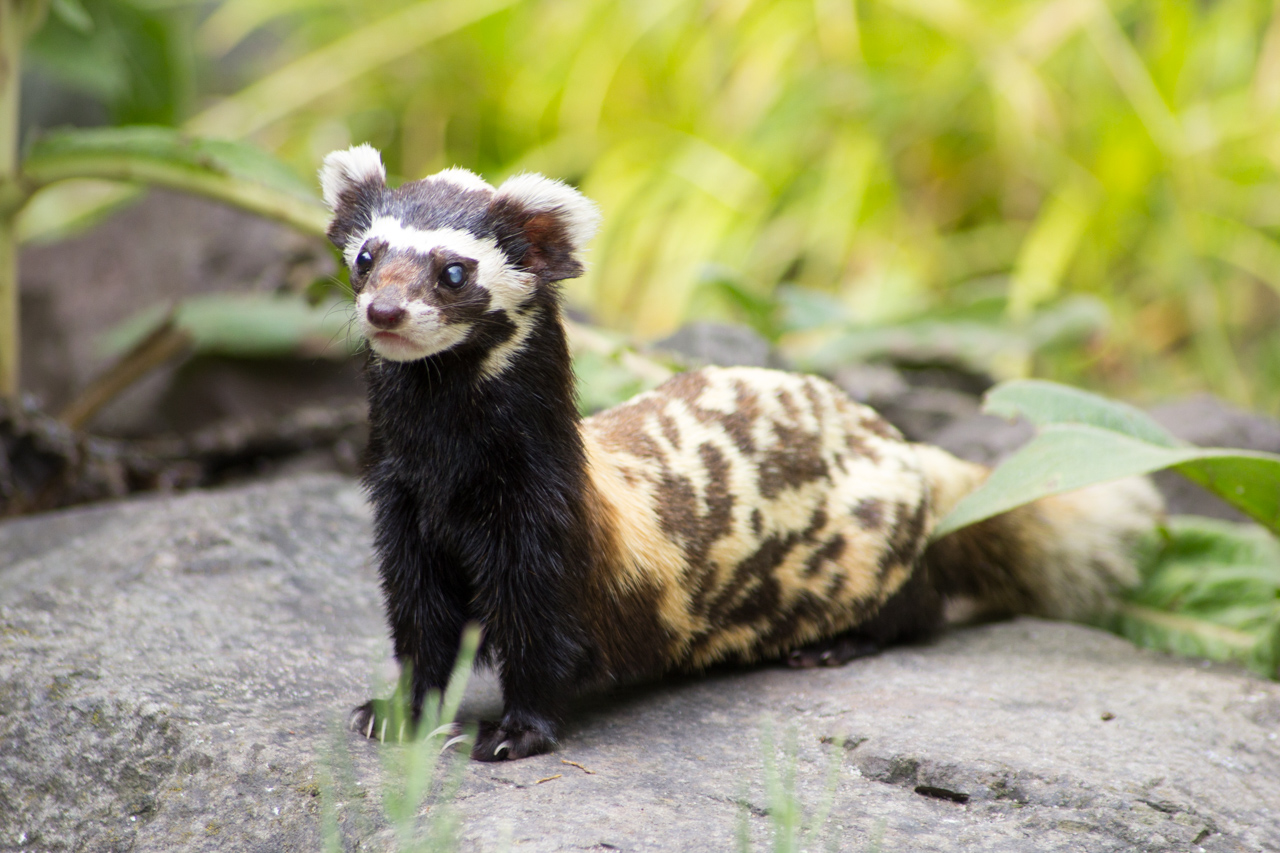
Перегузня звичайна
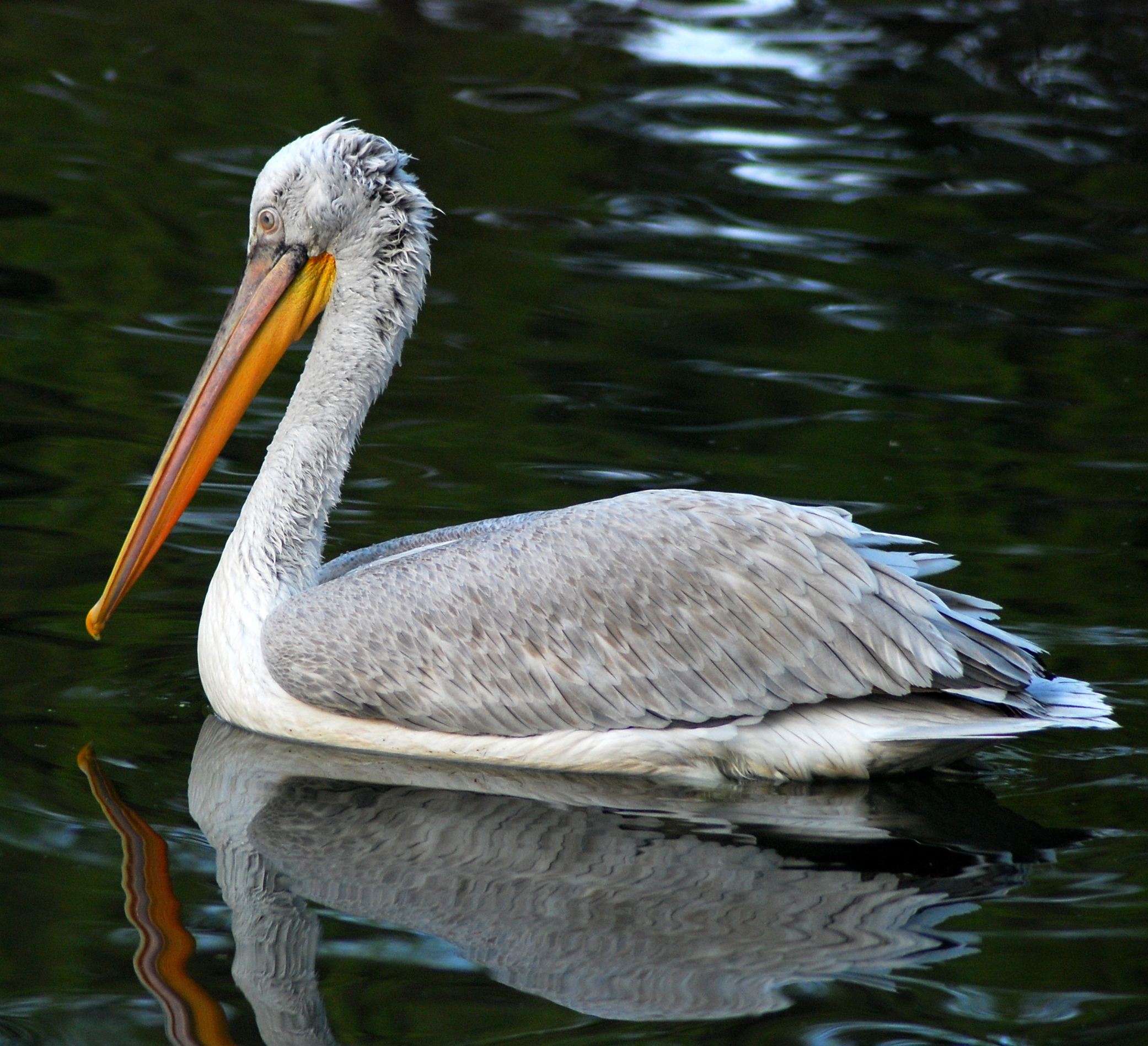
Пелікан кучерявий
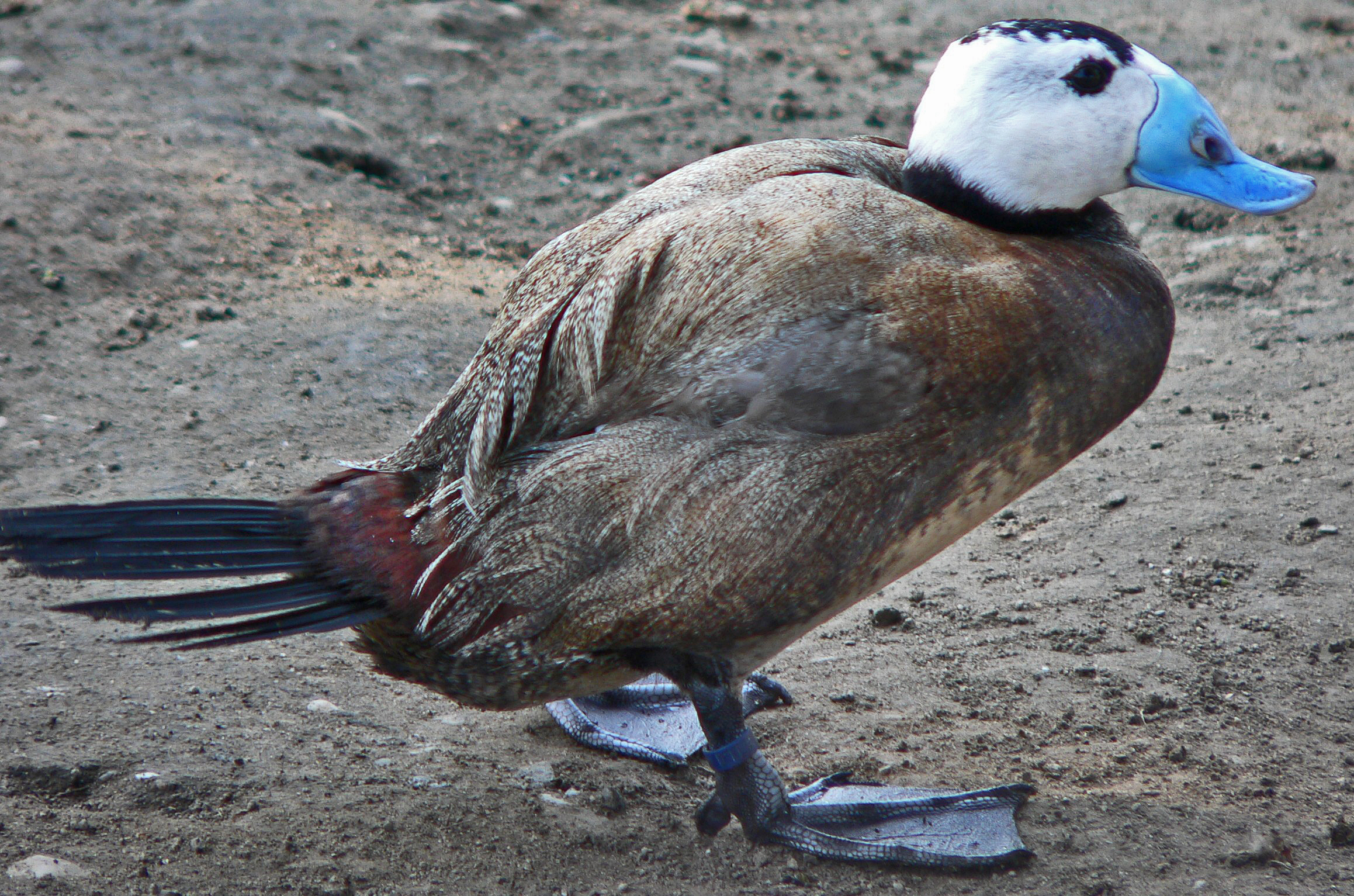
Савка білоголова
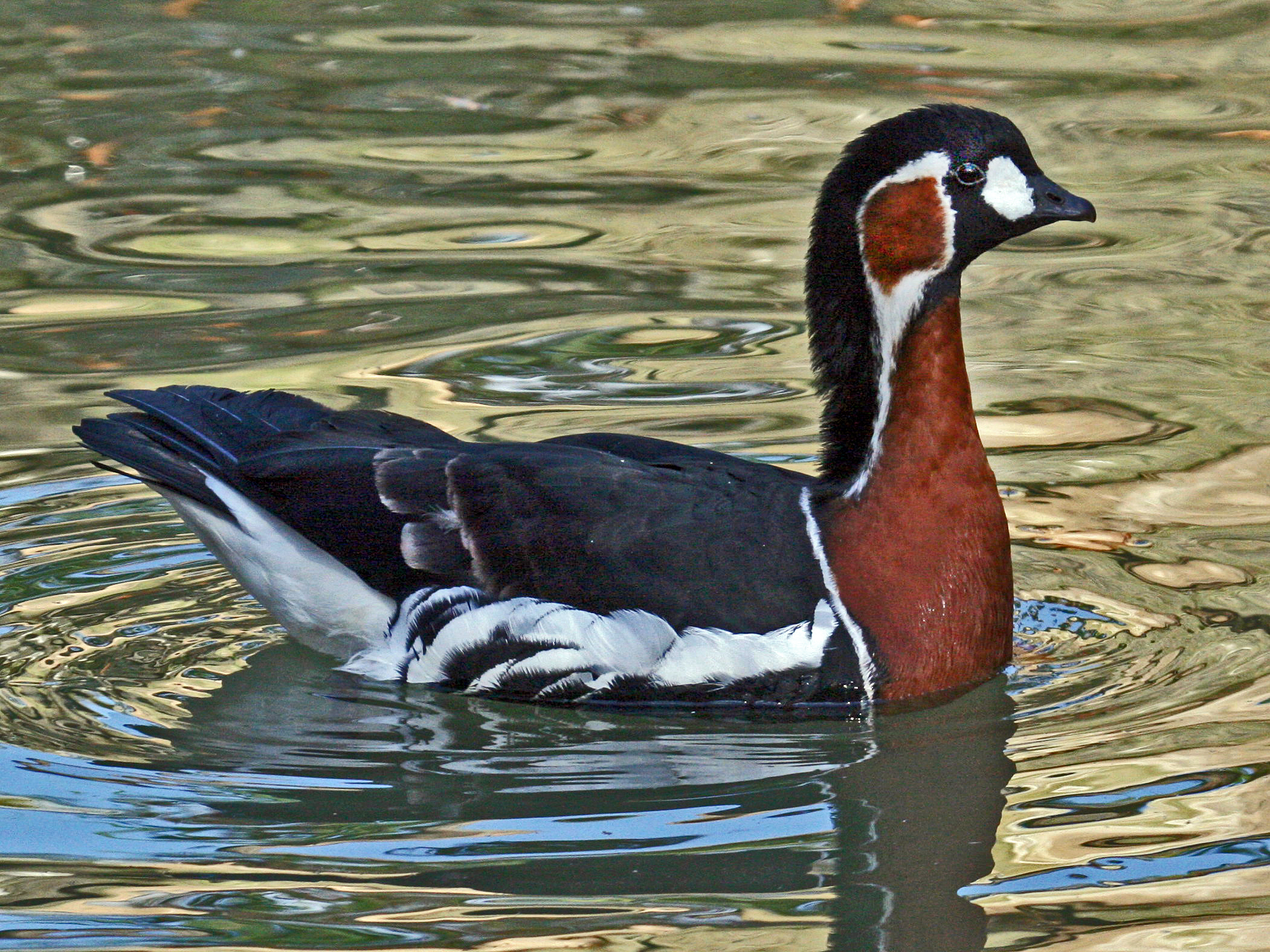
Казарка червоновола